# North Haledon
North Haledon es un borough ubicado en el condado de Passaic en el estado estadounidense de Nueva Jersey. En el año 2010 tenía una población de 8,417 habitantes y una densidad poblacional de 935 personas por km².

## Geografía
North Haledon se encuentra ubicado en las coordenadas 40°57′42″N 74°11′02″O / 40.96167, -74.18389.

## Demografía
Según la Oficina del Censo en 2000 los ingresos medios por hogar en la localidad eran de $74,700 y los ingresos medios por familia eran $80,936. Los hombres tenían unos ingresos medios de $52,006 frente a los $34,854 para las mujeres. La renta per cápita para la localidad era de $30,322. Alrededor del 4% de la población estaba por debajo del umbral de pobreza.